# الحزب الجزائري للديمقراطية والاشتراكية
الحزب الجزائري للديمقراطية والاشتراكية هو حزب سياسي شيوعي في الجزائر. في عام 1993، أثناء الحرب الأهلية الجزائرية، أعبد تنظيم حزب الاتحاد كحركة ديمقراطية تقاوم الإسلاموية، وانقسم الجناح الشيوعي تحت قيادة عبد الحميد بنزين للاحتفاظ بإرثه الشيوعي.
ينشر الحزب صحيفة رابط العمال والفلاحين.

## روابط خارجية
- الموقع الرسمي